# Rebab

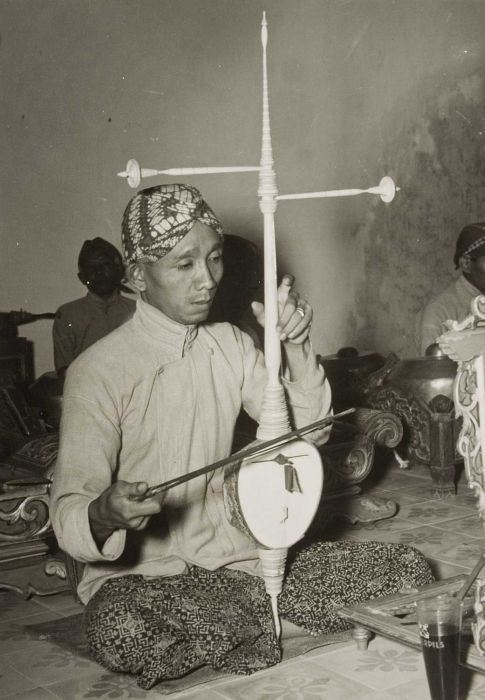
K.P.H. Notoprojo (1909–2007), einer der bedeutendsten rebab-Spieler des javanischen gamelan.

Rebab ist eine zwei-, selten dreisaitige Stachelfiedel, die in Indonesien und Malaysia in der höfischen Musik des gamelan und in der Volksmusik gespielt wird. Die mit der orientalischen rabāb namens- und formverwandte Schalenspießlaute besitzt häufig einen ovalen, leicht herzförmigen Korpus aus einer halben Kokosnussschale und einen langen Rundstab ohne Griffbrett als Saitenträger. Im javanischen gamelan ist der Spieler der rebab üblicherweise der Orchesterleiter. Darüber hinaus kommen Stachelfiedeln besonders im Norden von Sumatra, in Teilen Borneos und in Sulawesi zur Gesangsbegleitung vor. Die westjavanische rebab ist etwas größer und schwerer als das zentraljavanische Instrument.

## Herkunft
Der zentralasiatische Gelehrte al-Farabi erwähnt in der ersten Hälfte des 10. Jahrhunderts erstmals ein mit einem Bogen gestrichenes Saiteninstrument. In seinem Werk Kitāb al-mūsīqā al-kabīr („Das große Buch der Musik“) gibt er für dieses Instrument den arabischen Namen rabāb an, der bereits in früheren Quellen vorkommt, aber sich dort nicht eindeutig einem Streichinstrument zuordnen lässt. Mit rabāb verwandte Bezeichnungen für Streichinstrumente, die auf den arabischen Wortstamm r-b-b zurückgehen, sind im Orient von den Ländern des Maghreb im Westen bis in den Nordwesten Indiens weit verbreitet.
Die Form des Korpus und die Befestigung des Saitenträgers unterscheidet die einzelnen Vertreter der arabischen Spießlauten. Allgemein durchquert ein langer, aus einem Holzstab bestehender Saitenträger den Korpus und ragt an der Unterseite ein Stück hinaus. Nach der Korpusform gehört die rebab zu den Schalenspießlauten, die einen schalenförmigen runden Korpus besitzen wie die ägyptische kamanǧa (auch rebāb) mit zwei Saiten, an deren Unterseite ein Eisenspieß herausragt. Bekannter ist die ähnliche persische kamantsche. In der Türkei verschwand die alte Spießgeige rebâb zugunsten der kemençe.  Eine weitere Gruppe bilden die Kastenspießlauten wie die ribāb in Marokko und die einsaitige masinko in Äthiopien, bei denen Seiten und Boden des Korpus aus mehreren Teilen zusammengefügt sind. Die nach der Korpusform dritte Gruppe sind Röhrenspießgeigen wie die endingidi in Uganda, die im arabischen Raum nicht vorkommen, sondern chinesischen Ursprungs sind.
Neben Spießgeigen sind gezupfte Kurzhalslauten unter von rabāb abgeleiteten Namen bekannt: in Marokko und Tunesien die kurze Knickhalslaute rebāb, in Afghanistan die rubāb und weitere Lauten in Zentralasien. Eine der ältesten arabischen Fiedeln dürfte die einsaitige „Poetenfiedel“ rabāba mit einem kastenförmigen Korpus sein, die Beduinen zur Begleitung von Liedern spielen.
Wann die zentralasiatisch-orientalischen Lauten nach Südostasien kamen, ist unklar. Die aus vorislamischer Zeit stammende Laute barbat, deren bekanntester Abkömmling die arabische ʿūd wurde, gelangte vermutlich über den Umweg des jemenitischen qanbus im 15. Jahrhundert auf dem Seeweg nach Südostasien und wurde dort zur in mehreren islamischen Musikstilen gespielten gambus. Eine wesentlich frühere Ausbreitung orientalischer Saiteninstrumente könnte von Persien auf dem Landweg erfolgt sein. Laut chinesischen Quellen soll es persische Siedler im 5./6. Jahrhundert auf der Malaiischen Halbinsel gegeben haben. Im 1. Jahrtausend kamen mit der Ausbreitung der indischen Kultur zunächst indische Musikinstrumente nach Südostasien, darunter Stabzithern (phin phia) und Bogenharfen (saung gauk, ungefähr seit dem 9. Jahrhundert in Myanmar historisch greifbar). Arabische und persische Händler waren Münzfunden zufolge möglicherweise ab dem 9. Jahrhundert in der Region; die ersten muslimischen Gemeinden siedelten im 13. Jahrhundert im Norden Sumatras. Händler aus dem indischen Gujarat und aus Persien kontrollierten Anfang des 15. Jahrhunderts Handelsniederlassungen im Sultanat von Malakka.
Neben der Bogenharfe gelangten andere indische Musikinstrumente mit der Ausbreitung des Buddhismus nach Myanmar. Der Musikethnologe Robert Garfias ist der Ansicht, dass vermutlich nicht vor dem 12. Jahrhundert einsaitige Stachelfiedeln in Myanmar bekannt waren, wo sie tayàw genannt wurden. Ab dem 12. Jahrhundert dürften sich Stachelfiedeln vermutlich vom Typ der rebab und der mit ihr verwandten thailändischen sor u in Südostasien verbreitet haben. Von der burmesischen Stachelfiedel fehlt jede Spur und eine andere, tayàw genannte Fiedel mit drei Saiten und einem rundbauchigen, achtförmigen Korpus, die im 19. Jahrhundert populär war, ist seit der Etablierung der europäischen Violine museal. Die sor u ist eine zweisaitige Schalenspießlaute mit einem Korpus aus einer ovalen Kokosnussschale, die ihre heutige Form um 1900 nach chinesischen Vorbildern erhielt. Eine ähnliche thailändische Fiedel ist die sor sam sai mit drei Saiten, die vermutlich spätestens seit dem Sukhothai-Reich Anfang des 14. Jahrhunderts gespielt wurde. Für Spießgeigen wie die sor sam sai hält David Morton eine Verbreitung vom Orient über Indien bis Nanzhao (Südchina) für wahrscheinlich und erwähnt Mantle Hood (1970), der annimmt, dass die javanische rebab bereits in vorislamischer Zeit bekannt war.
Sor (oder so) ist der thailändische Oberbegriff für Spießgeigen, dem in Kambodscha tro entspricht. Über eine Kulturvermittlung von Java nach Kambodscha wurde nicht nur im Zusammenhang mit dem kambodschanischen Schattenspiel sbek thom spekuliert, die javanische rebab könnte Vorbild für die zweisaitige kambodschanische tro u gewesen sein und diese könnte mit der Eroberung des Khmer-Reichs durch Ayutthaya Anfang des 15. Jahrhunderts Thailand erreicht haben. Eine gesicherte Ausbreitungsrichtung für die zwei- und dreisaitigen Spießgeigen in Südostasien ergibt sich hieraus nicht.
Die rebab ist mit der westjavanischen Kastenhalslaute tarawangsa, der zentraljavanischen Kastenzither celempung und der westjavanischen Brettzither kacapi eines der vier Saiteninstrumente der traditionellen javanischen Musik. Die beiden Zithern sind chinesischen Ursprungs. Namentlich erwähnt werden rebab und celempung in einem Manuskript der indonesischen Erzählung Hikayat Cekelwanengpati, die von den Abenteuern des mythischen Helden Panji handelt. Die Panji-Geschichten gehören auf Java zur jüngeren Erzähltradition (gedog), von der die altindischen Epen (purwa) unterschieden werden. Damit ist die rebab für die Zeit der hindu-javanischen Königreiche vor der Islamisierung im 15. Jahrhundert belegt. Das Wort rebab kommt in weiteren Panji-Erzählungen und im balinesischen Erzählgedicht Bagus Turunan vor. Darin geht es um die titelgebende Hauptfigur, die als Junge von einem alten Ehepaar im Wald gefunden, groß gezogen und später zum Geliebten der Prinzessin von Kediri wird.
Der älteste javanische Name für ein Lauteninstrument ist rawanahasta. In seiner indischen Heimat wurde im 1. Jahrtausend möglicherweise eine Art vina, also eine Bogenharfe, als ravanahasta bezeichnet, heute heißt so in Indien eine Stachelfiedel mit Kokosnussresonator. Die 907 in einer zentraljavanischen Quelle erwähnte Instrumentenbezeichnung stand vermutlich früher für eine gezupfte Laute, denn auf keinem mittelalterlichen javanischen Tempelrelief ist eine Streichlaute abgebildet. Ein weiterer Instrumentenname in der altjavanischen Literatur ist samépa. Was für ein Musikinstrument dies war, ist nicht bekannt, außer dass es den Vortrag der altjavanischen Versformen kidung und kakewin begleitete und in manchen gamelan eingesetzt wurde. Eine solche Verwendung spricht dafür, dass es sich um ein der rebab ähnliches Streichinstrument handelte.

## Bauform und Spielweise

### Zentraljava

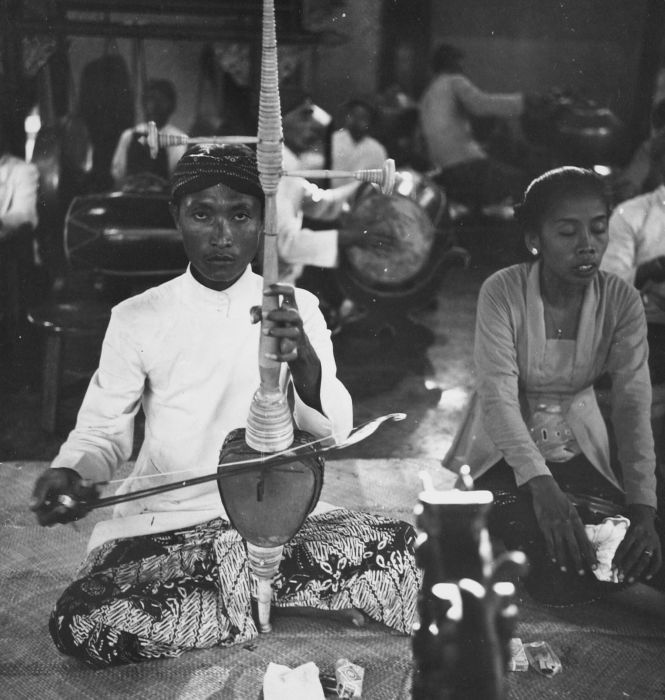
Rebab-Spieler in einem gamelan, 1966

Die zentraljavanische rebab ist etwa einen Meter lang und besteht aus einem schlanken, gedrechselten Holzstab und einem runden, leicht herzförmigen Korpus aus einer halben Kokosnussschale (batok) oder gelegentlich aus einer geschnitzten Holzschale. Um die gewünschte Form des Korpus zu erreichen, wird die Hälfte einer Kokosnuss eingeölt und solange in eine entsprechend geformte Presse gelegt, bis das gewünschte Ergebnis erreicht ist. Der gewölbte Boden (pentat) des Korpus ist häufig mit einem Ring kleiner Löcher (nawa) durchbohrt. Als Decke wird ein zu Pergament verarbeiteter Büffeldarm verwendet. Der Steg aus Teakholz steht im oberen Viertel auf der Decke. Vom an der Unterseite des Korpus herausragenden Stachel (sikil, „Fuß“) führen zwei Kupfersaiten (kawat) über den Steg (santen oder srenten) und mit mehreren Zentimetern Abstand vom Saitenträger (Hals, jeneng oder watangan) bis zu zwei langen, seitenständigen Wirbeln am „Kopf“ (sirah, auch daga). Tatsächlich handelt es sich um eine durchgängige, mit den Enden an den Wirbeln befestigten Saite, die mehrfach um den Stachel herumgeschlungen ist, sodass, falls sie reißen sollte, noch etwas Restlänge übrigbleibt. Die schlanke Spitze, die bei alten, wertvollen Instrumenten aus gedrechseltem Elfenbein besteht, heißt menur („Jasmin“). Die beiden Saiten werden als jindra (jaler, „männlich“) und laranangis (istri, „weiblich“) unterschieden. Ein unterhalb des Stegs auf die Melodiesaite gestecktes kleines Stück Bananenblatt (ening, suning oder srawing) soll den Klang etwas geräuschhafter werden lassen. Die Unterseite des Korpus ist häufig mit einem samtenen Tuch überzogen. Bei Nichtgebrauch steht die rebab an einen aufwendig geschnitzten, hölzernen Ständer gelehnt.
Der auf dem Boden sitzende Spieler hält die auf den Stachel gestützte rebab mit zwei Fingern der linken Hand senkrecht frei vor sich. Die Saiten werden mit einem kurzen Pferdehaarbogen (kosok oder chèngkok) knapp über der Oberkante des Korpus gestrichen. Der Bogen wird über die Saiten geführt, nicht wie bei der chinesischen Spießgeige erhu zwischen den Saiten. Der Spieler greift das Bogenende zwischen Daumen und Zeigefinger, mit dem Ringfinger strafft er die Haarbespannung. Die Saiten drückt er mit den Fingerkuppen der linken Hand gegen den Rundstab.
Die Saiten sind im Quintabstand ungefähr auf die Töne D und A gestimmt, entsprechend den oberen beiden Saiten des Violoncellos. Die genaue Stimmung erfolgt je nach der zu spielenden Tonart. Da es kein Griffbrett gibt, wird die Tonhöhe außer durch die Fingerposition auch durch den Anpressdruck der Finger auf die leicht schräg auf den Saitenträger zulaufenden Saiten und den Druck des Streichbogens beeinflusst.
Rebab und die Bambuslängsflöte suling sind die einzigen Melodieinstrumente im gamelan, die einen anhaltenden Ton produzieren. Als gamelan werden Ensembles unterschiedlicher Größe der höfischen Musik sowie der städtischen und dörflichen rituellen Musik bezeichnet, die hauptsächlich aus Schlaginstrumenten bestehen. Zu diesen gehören Reihen von Buckelgongs aus Bronze, Metallophone, Trommeln (kendang) und Xylophone. Jedes gamelan ist auf eine Tonart gestimmt. Seit der zweiten Hälfte des 19. Jahrhunderts werden auf Java in der höfischen Unterhaltungsmusik ein in der Tonart sléndro und ein in pélog gestimmtes gamelan kombiniert. Ein solches gamelan sléndro-pélog (oder gamelan seprangkat), das einen doppelten Satz der Schlaginstrumente enthält, besitzt auch zwei rebab und zwei suling.
Die Instrumente des gamelan werden nach der Klangqualität in die Gruppe der laut klingenden Schlaginstrumente aus Bronze (Metallophone saron und slenthem, Gongreihe bonang) und in leise klingende Instrumente klassifiziert. Die laut klingenden Ensembles spielen meist im Freien; bei Prozessionen und religiösen Zeremonien kann das Doppelrohrblattinstrument selomprèt hinzutreten. Zu den leise klingenden Ensembles (gamelan klenengan) gehören das Metallophon gender, das Trogxylophon gambang, die suling, die celempung, die rebab und die Gesangsstimme. Jedem Instrument kommt eine definierte Rolle bei der Bildung des Gesamtklangs zu. In den leisen Stücken leitet der rebab-Spieler das Ensemble, indem er die Hauptlinie der Melodie vorwegnimmt, die von den Schlaginstrumenten produziert wird. Die leitende Funktion der rebab drückt die Formulierung pamurbu lagu („was Autorität über die Melodie hat“) aus. Die idiophonen Schlaginstrumente und die Trommeln sorgen für den sich zyklisch wiederholenden, rhythmischen und melodischen Rahmen und vervielfältigen die Hauptmelodie (balungan, „Gerippe“, melodisches Gerüst).
In Kompositionen für laute Instrumente pausiert die rebab. Bei den leisen gamelan-Kompositionen (allgemein gending, auch gendhing) spielt die rebab die Einführung (buka). In diesem Fällen, die den weit überwiegenden Teil aller zentraljavanischer gamelan-Kompositionen (karawitan) ausmachen, heißt die gesamte Komposition gending rebab. Falls keine rebab mitwirkt, spielt das Metallophon gendèr die Einführung (und die Komposition heißt gending gendèr). Die rebab verfügt über weniger musikalische Freiheiten beim Umspielen der Melodie als die Gesangsstimme und die suling. Die rebab, die suling und die Gesangsstimme dürfen mit Mikrotönen von den Tonhöhen der gestimmten Schlaginstrumente abweichen. Aus dieser Möglichkeit ergab sich verbunden mit der herausragenden Bedeutung der rebab und der Gesangsstimme für die Melodiebildung eine komplexe Verfeinerung (surupan) der modalen Tonleitern (patet) in Java, während in Bali rebab und Gesangsstimme fast völlig aus dem gamelan verschwunden sind.

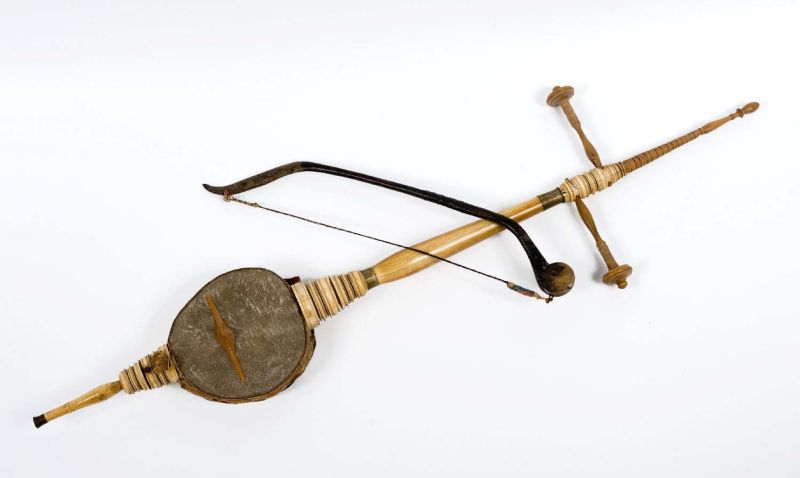
Javanische rebab, vor 1986

Eine Abbildung in Thomas Stamford Raffles The History of Java von 1817 zeigt eine rebab in der bis heute üblichen Form. Raffles brachte ein komplettes gamelan-Instrumentarium von Java nach England, das sich heute im British Museum in London befindet. Es enthält die hauptsächlichen Instrumente des laut klingenden gamelan und alle leisen Instrumente des gamelan klenengan: das Xylophon gambang kayu, das Metallophon gendèr, die Flöte suling, die Zither celempung und die rebab. Nach seiner bis heute zutreffenden Beobachtung wird die rebab vom Leiter des Orchesters gespielt. Der rebab-Spieler gibt für andere Instrumente Ornamentierungen der Melodielinie vor, führt die weibliche Gesangsstimme und zeigt Tempowechsel an. Eine ebenso wesentliche Funktion für den Rhythmus kommt der Fasstrommel kendang zu, da bis auf die weibliche Solostimme (sindhèn) und die Flöte alle Instrumente in einem vorgegebenen rhythmischen Muster agieren.
Bis zum 19. Jahrhundert hatte die rebab die Aufgabe, die Melodielinie so klar wie möglich vorzugeben, damit die übrigen Musiker der nicht schriftlich fixierten Komposition folgen konnten, falls sie ihren Part nicht vollständig auswendig gelernt hatten. Die Anfang des 20. Jahrhunderts eingeführten Gestaltungsfreiheiten für alle Musiker lösten den rebab-Spieler von seiner reinen Vorbildrolle und ermöglichten ihm, alternative Melodielinien (garap) innerhalb der fixierten Kompositionen zu entwickeln. Diese Neuerung und die Einführung einer Notation machte es möglich, Kompositionen (gending) von sléndro nach pélog zu transponieren und umgekehrt. Seit die rebab-Spieler die durch garap gewonnenen Alternativmelodien anwenden, ergibt sich ein neues Verhältnis zu den Mitmusikern. Folgen diese wie zuvor blind dem Melodieverlauf der rebab, so entsteht letztlich eine völlig neue Komposition und die rebab verliert wiederum ihre Freiheit und gerät in die alte Führungsrolle zurück. Um den Gestaltungsspielraum der rebab zu bewahren, müssen folglich die übrigen Instrumente eng nach der Notation spielen. Die Freiheiten der rebab können nicht beliebig ausgedehnt werden, sie muss in der aus vier Schlägen bestehenden rhythmischen Einheit auf dem letzten und wichtigsten Schlag (sèlèh) mit dem Ton des Metallophons saron zusammenkommen. Nur in Ausnahmefällen ist hiervon eine Abweichung erlaubt.
Eine rebab, ein Metallophon gendèr, ein Trogxylophon gambang und eine Flöte suling übernehmen als Begleitinstrumente die Melodie, welche der dalang (Vorführer und Rezitator) des Schattenspiels wayang kulit singt. Im Unterschied zu den komponierten Stücken (gending) spielt das kleine gamelan des wayang kulit freirhythmisch zu den Gesängen (suluk) des dalang.

### Westjava
In Westjava ist die rebab mit ungefähr 115 Zentimetern Länge etwas größer als die zentraljavanische Version. Ihr im Vergleich zum zentraljavanischen Instrument flachere Korpus wird aus einem Stück Holz des Jackfruchtbaums gefertigt. Die Spieltechnik ist vergleichbar, aber die in Westjava gespielten sundanesischen Musikstile unterscheiden sich deutlich vom zentraljavanischen gamelan.
Der instrumental begleitete Gesangsstil tembang Sunda entwickelte sich vermutlich Anfang des 19. Jahrhunderts aus dem Vortrag der epischen Erzählungen carita pantun als eine höfische Kunstform. Die traditionell weibliche Gesangsstimme wird von zwei verschiedenen Brettzithern, der größeren kacapi indung und der kleineren kacapi rincik, einer suling und einer rebab begleitet. Tembang Sunda-Lieder werden überwiegend in der pélog-Stimmung aufgeführt, seltenere Tonarten sind sorog und sléndro. Bei den in sléndro vorgetragenen Liedern spielt keine suling mit, sie wird stattdessen durch eine rebab ersetzt. Während die Zithern immer auf eine der Tonarten gestimmt sind, steht es den Spielern von rebab und suling frei, auch Noten aus anderen Tonarten zu verwenden.
Im sundanesischen gamelan wurde vermutlich Anfang des 19. Jahrhunderts die Kastenhalslaute tarawangsa weitgehend durch die rebab ersetzt. In der Musik zu Zeremonien, die auf vorislamischen Vorstellungen basieren, besitzt dagegen die tarawangsa eine wesentliche Funktion, welche der später eingeführten rebab nicht zukommt.

### Bali und Lombok

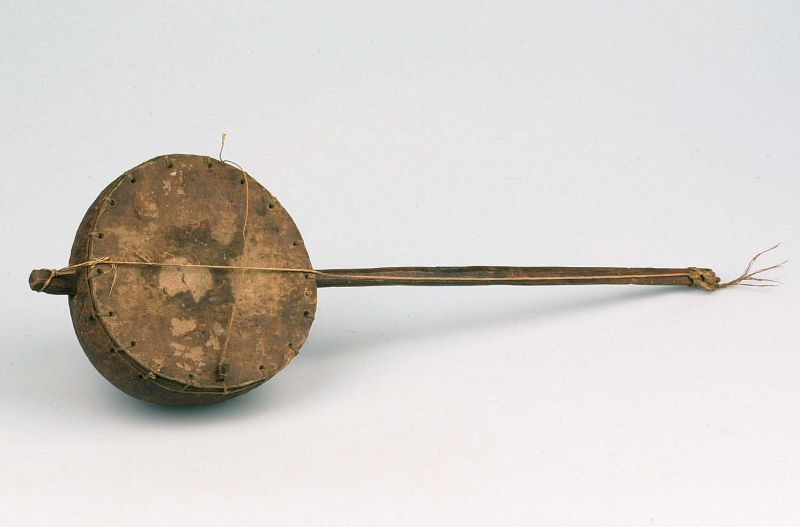
Einsaitige Fiedel robeke in Flores mit einem Korpus aus einer halben Kokosnuss.

Die rebab der balinesischen Musik besitzt einen runden Korpus (batok) aus geschnitztem Holz oder seltener aus Kokosnuss, über die wie in Java eine Decke aus Büffeldarm gespannt ist. Die beiden Metallsaiten werden an seitlich gegenüberstehenden Wirbeln gespannt und im Abstand einer Terz gestimmt. Die Handhabung des mit geharztem Pferdehaar bespannten Bogens (pengaradan) entspricht der javanischen rebab. Aus den großen balinesischen gamelan wurde die rabab nahezu vollständig verbannt, sie kommt lediglich noch im gamelan gambuh vor. Dieses gilt als das älteste balinesische Tanztheaterensemble, in welchem ostjavanische Kultureinflüsse aus dem 15. und 16. Jahrhundert bewahrt sind. Das strenge, traditionelle gamelan gambuh hat seinen Namen von der tief tönenden Längsflöte suling gambuh. Zwei bis vier, unisono spielende suling gambuh sorgen durch feine Tonhöhenunterschiede für einen vibrierenden Klang. Ihre langgezogenen Melodiefolgen werden teilweise von einer rebab melodisch begleitet und von Schlaginstrumenten rhythmisiert. Hinzu kommen hängende Buckelgongs, Zimbeln (rincik, auch ceng-ceng), ein liegender Gong (kajar) und Fasstrommeln (kendang). Diese Instrumente werden manchmal durch gentorag (Glockenbaum) und gumanak ergänzt (kleine, zu einer Röhre gerolle Kupfer- oder Eisenbleche, die mit einem Stab angeschlagen werden). Zu jeder tanzenden Figur gehört eine eigene Melodiefolge mit einer bestimmten, dem Charakter angemessenen, modalen Struktur (tetekep).
In der Musik von Lombok, die stark von der westlichen Nachbarinsel Bali und von Ostjava beeinflusst ist, kommt die rebab (meist redeb genannt) im gamelan baris vor, das eine magisch-religiöse Bedeutung besitzt. Das Ensemble besteht im Kern aus einer großen zweifelligen Fasstrommel (tambur) und einem mittelgroßen Gong (boqboq), ergänzt um zwei weitere Trommeln (kendang), eine redeb, eine Bambusflöte (suling) und weitere Metallophone. Suling und redeb gehören ebenfalls zu den weiteren Begleitinstrumenten des Unterhaltungstanzes gandrung Sasak, dessen Hauptmelodie vom Doppelrohrblattinstrument preret produziert wird. Ferner begleitet eine redeb den Gesang beim Männertanz cepung.
Lombok bildet ungefähr die östliche Grenze des Verbreitungsgebiets der rebab. Als Ausnahme fand Jaap Kunst in den 1920er Jahren auf der weiter östlich gelegenen Insel Flores die einfache, einsaitige Streichlaute robeke (auch mbeka, abgeleitet von der mittelalterlichen europäischen rebeke). Mindestens bis in die 1960er Jahre führten die Frauen der Toraja in Südsulawesi einen Tanz auf, bei dem sie zugleich mehrere Bambuslängsflöten (suling), mehrere einsaitige Spießgeigen (arabebu), eine Bambusmaultrommel (karombi) und eine Schlaggabel (rere) aus Bambus spielten. Bis heute ist bei den Toraja, den Bugis und den Makassaren in Südsulawesi die zweisaitige Stachelfiedel gesó-gesó beliebt.

### Sumatra

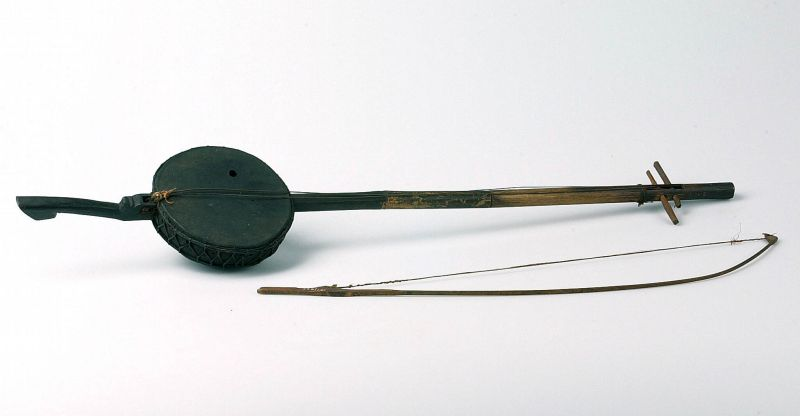
Zweisaitige arbab, vor 1921

In Sumatra, besonders in der nördlichen Hälfte der Insel, begleitet eine zweisaitige rebab den erzählenden und lyrischen Gesang, ansonsten tritt sie in Ensembles auf, die wie bei den Minangkabau stark von der orientalisch-islamischen Kultur beeinflusst sind. Als erster europäischer Beobachter berichtete Marco Polo 1292 über das islamische Sultanat Peureulak (Perlak) an der Ostküste der Provinz Aceh. Der indonesische Islam verbreitete sich entlang der Handelsrouten in den folgenden Jahrhunderten über weite Teile der Malaiischen Inseln. Die lokalen Herrscher nahmen arabische Namen an und tauschten ihren Titel von Raja zu Sultan. Der islamischen Musiktradition sind in Sumatra neben der rebab die Laute gambus, das Doppelrohrblattinstrument sarunai (von surnai), die Rahmentrommel rebana und der Bronzeteller dulang zuzuordnen.
Bei den Minangkabau wird jedes eigene Streichinstrument rabab genannt. Die Fiedel kommt in drei unterschiedlichen Formen vor: Die rabab Pariaman ist eine 40 Zentimeter lange Fiedel mit einem kurzen Hals und einer runden Kokoshalbschale als Korpus, deren Durchmesser etwa 16 Zentimeter beträgt. Die drei Saiten sind im Quartabstand gestimmt. Nach den abweichenden Angaben von Gabriela Szabová (2008) ragt der dünne runde Saitenträger 33 Zentimeter über den Korpus hinaus und die drei Saiten aus jeweils drei bis fünf Nylonschnüren (wie sie für Flugdrachen gebraucht werden) sind im Terzabstand gestimmt. Die Decke besteht aus Büffelhaut, der Saitenträger und der Streichbogen werden aus Jackfruchtholz gefertigt. Der Beiname verweist auf das Verbreitungsgebiet um die Küstenstadt Pariaman in der Provinz Westsumatra. Der Spieler der rabab Pariaman sitzt im Schneidersitz auf dem Boden und hält die Fiedel mit dem Korpus aufgestützt etwas aus der Senkrechten zur linken Hand geneigt. Die Fiedel wird zur nächtlichen Unterhaltung im Familienkreis oder bei gesellschaftlichen Anlässen zur Begleitung von „gesungenen Erzählungen“ (dendang kaba) gespielt.
Die rabab darek ist eine 60  bis 70 Zentimeter lange, zweisaitige Stachelfiedel mit einem geschnitzten Holzkorpus von 25 Zentimetern Durchmesser und zwei im Quintabstand gestimmten Saiten. Der Name, der wörtlich „flussaufwärts-Fiedel“ bedeutet, bezieht sich auf deren Herkunft. Sie entstand als größere Variante der rabab Pariaman und breitete sich von der Westküste ins nördliche, höher gelegene Kernland der Minangkabau (darek, gemeint „Hochland“, im Unterschied zu pasisir, „Küstenregion“) und in die Regierungsbezirke (kabupaten) Lima Puluh Kota und Tanah Datar aus. Beide Fiedeln werden zu ähnlichen Zwecken eingesetzt. Die rabab darek begleitet häufig zusammen mit der Bambuslängsflöte saluang darek die Gesangsstimme.
Die dritte Fiedel mit vier Saiten, rabab pasisir, („Küsten-Fiedel“) weicht von den beiden anderen ab und entspricht einer frühen Form einer Bratsche, die jedoch in der regional üblichen, senkrecht auf dem Boden aufgestellten Position wie eine Stachelfiedel gespielt wird. Es scheint, als sei die rabab pasisir während der Niederländischen Kolonialzeit in diesem Bereich der Westküste verbreitet worden. Der indonesische Name der rabab pasisir ist biola, wie ansonsten europäische Violinen genannt werden. Die Saiten sind in Quintabständen gestimmt. Drei Saiten dienen der Melodiebildung, die vierte Saite wird als Bordun verwendet oder nicht beachtet. Die Spielweise der rabab pasisir ist in Südostasien einzigartig. Ebenso ungewöhnlich ist die an der Küste um Pariaman gepflegte Erzählform kaba, die mit der rabab pasisir und gelegentlich mit einer Rahmentrommel (adok, rapano oder rapa’i) begleitet wird. Die Erzähler (tukang kaba oder tukang cerita) singen und rezitieren die ganze Nacht. Von europäischen Violinen einfacher Bauart begleitete, erzählende Gesänge sind ansonsten bei den Bugis in Südsulawesi und in der Gegend um Bima in Sumbawa bekannt. In Sumbawa heißt das Genre biola rawa Mbojo („Violine und Gesang der Mbojo/in der Sprache der Mbojo“). Die biola wird dort tief an der Schulter gerade nach vorn (ungefähr in der südindischen Spielposition) gehalten. Die rabab pasisir wird zur Liedbegleitung bei Festveranstaltungen wie Hochzeiten, Hauseinweihungen und der batagak penghulu genannten Zeremonie zur Amtseinführung eines Adat-Oberhaupts gespielt. Die beiden ersten Fiedeln ordnen die Minangkabau nach der eigenen Klassifizierung den asli („eigenen Instrumenten“) und der Untergruppe der nan digesek („gestrichen“) zu. Die dritte Fiedel gehört zu den asal Barat, den „aus dem Westen stammenden“ Instrumenten.

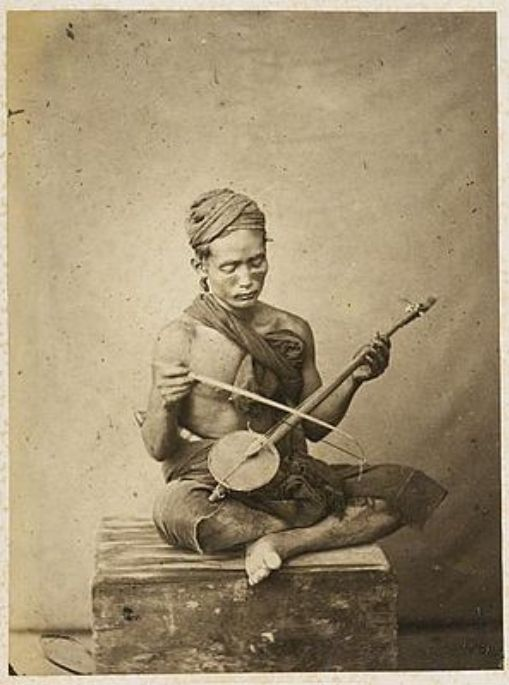
Arbab-Spieler der Karo-Batak. Porträt des dänischen Fotografen Kristen Feilberg (1839–1919), der im Jahr 1870 eine Expedition zu den Karo-Batak unternahm.

Arbab, auch hareubab, heißt ein heute praktisch verschwundenes Streichinstrument, das im Norden Sumatras vom Gebiet der Batak bis Aceh gespielt wurde. Die Stachelfiedel mit drei Darmsaiten war in Aceh etwa 120 Zentimeter lang und besaß einen schalenförmigen Korpus von 23 Zentimetern Durchmesser, der mit Haut bespannt war. Bei den Simalungan, einer Untergruppe der Batak im Osten des Tobasees, war eine zweisaitige arbab in Gebrauch. Der mit verschränkten Beinen sitzende Musiker hielt das Instrument mit dem wenige Zentimeter unten aus dem Korpus herausragenden Saitenträger auf den rechten Oberschenkel gestützt in einem Winkel von 45 Grad seitwärts vor dem Oberkörper und strich mit dem Bogen oberhalb des Korpus über die Saiten. Häufig spielte die arbab in einem kleinen Ensemble mit einer zweisaitigen Zupflaute hasapi (husapi), einer großen zweifelligen Batak-Trommel odap und einer Metallplatte, die als Taktgeber geschlagen wurde. Das Instrument soll nach den Angaben von Saridin Tua Sinaga (2009) bei christlichen Missionaren, die um 1903 die Simalungun erreichten, zusammen mit anderen Kulturgütern wegen deren angeblicher Verwendung für Geisterkulte in Misskredit geraten und vernichtet worden sein. Die Missionare ersetzten die traditionellen Musikinstrumente durch europäische.

### Malaysia
Das am weitesten verbreitete Streichinstrument auf der Malaiischen Halbinsel ist die rebab tiga tali, die „Fiedel mit drei Saiten“, die etwa der javanischen rebab entspricht. Der runde bis dreieckige, unten spitz zulaufende Korpus wird aus einem Holzblock gefertigt. Verwendet werden das Holz des Jackfruchtbaums, von Dialium platysepalum (malaiisch keranji) oder ein anderes Hartholz. Darüber wird als Decke vorzugsweise Büffeldarmhaut oder die Haut eines Kuhmagens gespannt. Der Korpus ist etwa 25 Zentimeter lang, 17 Zentimeter breit und 5 Zentimeter tief. Die drei Saiten führen über einen beweglichen Steg aus Narrabaumholz (malaysisch sena), der im oberen Bereich auf der Hautdecke steht, bis zu den seitenständigen Wirbeln. Diese befinden sich etwa bei zwei Drittel der Gesamtlänge. Der Saitenträger ist ein durchschnittlich 108 Zentimeter langer, dünner Rundstab aus dem sehr festen Holz von Vitex pinnata (malaysisch leban). Er ragt etwa 11 Zentimeter an der Unterseite heraus und ist am oberen Ende mit einer Schnitzerei verziert, die pucung rebung genannt wird (pucung, „Bambussprossen“) und als Ornament auf Batikstoffen vorkommt. Die Schnitzerei erinnert auch an eine thailändische oder kambodschanische Königskrone. An der oberen linken Seite der Hautdecke ist eine kleine Metallkappe aufgeklebt, die eine klangdämpfende Wirkung haben soll. Das gesamte Instrument und der Streichbogen sind üblicherweise aufwendig verziert und bemalt. An der Rückseite des Korpus hängen Wollestreifen und Perlenkettchen zur Dekoration. Früher bestanden die Saiten aus gedrehter Baumwolle, heute werden Metallsaiten verwendet. Sie sind im Abstand von Quarten, Quinten oder in einer Kombination von beidem ohne festgelegte Tonhöhe gestimmt. Der mit Schnitzereien verzierte, knapp 80 Zentimeter lange Streichbogen kann mit so unterschiedlichen Materialien wie Rattanfasern, Kokosnussfasern, Fasern von Ananasblättern oder Kunststoffschnüren bezogen sein. Wie auf Java hält der Spieler mit Daumen und Zeigefinger den Bogen, während er mit Mittelfinger und Ringfinger den Bezug spannt.

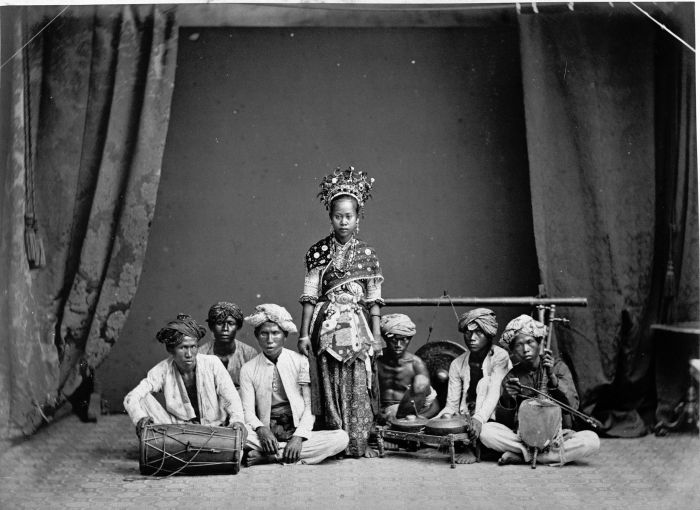
Ronggeng, ein alter javanischer Frauentanz mit erotischem Unterton, der auch in Malaysia aufgeführt wird. Das bescheidene Begleitensemble auf einer Studioaufnahme aus Batavia, 1875–1885, spielt eine Fasstrommel kendang, zwei Kesselgongs kenong in einem Gestell, dahinter einen hängenden gong suwukan und eine zweisaitige javanische rebab.

Die rebab tiga tali dient der Gesangsbegleitung und spielt in mehreren Instrumentalensembles zur Begleitung von Tänzen und Theateraufführungen. Während beim arabisch-islamischen Tanzstil zapin der Sänger die orientalischen Zupflauten gambus oder ʿūd spielt, rhythmisch unterstützt von Rahmentrommeln, werden bei dem aus Java stammenden Tanz ronggeng die rebab tiga tali, Rahmentrommeln und Gongs eingesetzt.

Der vermutlich älteste und kunstvollste malaysische Tanzstil ist der mak yong, dessen Ursprung im nördlichen Bundesstaat Kelantan und in den benachbarten thailändischen Provinzen Narathiwat und Pattani vermutet wird, wo er für das Ende des 19. Jahrhunderts durch schriftliche Quellen belegt ist. Das Repertoire stammt aus der vorislamischen, hinduistischen Tradition. Mak yong wurde früher als höfische Unterhaltungskunst präsentiert, gehört heute jedoch zum Programm von wenigen Schauspieltruppen, die über die Dörfer ziehen und das Tanzdrama zur Unterhaltung oder als Heilungszeremonie aufführen. Auf die Eintragung als Immaterielles Kulturerbe der Menschheit 2005 folgen seitdem Bemühungen zur Wiederbelebung der von staatlich-islamischer Seite kritisierten Tradition. Es gibt Überschneidungen in der Aufführungspraxis mit anderen regionalen Theaterformen, etwa dem südthailändischen Tanzdrama manora und dem dortigen Schattenspiel nang talung. Das hauptsächliche Melodieinstrument des mak yong-Ensembles ist die rebab tiga tali, für den Rhythmus sorgen zwei Fasstrommeln (gendang) und zwei in einem Gestell hängende Buckelgongs (tetawak). Für bestimmte Stücke kann dieses Ensemble um weitere Schlaginstrumente und eine Kegeloboe (serunai) erweitert werden. Das nach der Opferzeremonie gespielte Eröffnungsstück Mengadap Rebab ist ein Sitztanz der Frauen. Die rebab beginnt zu spielen, gefolgt von Trommeln und Gongs, dann setzt die führende Sängerin und Tänzerin mit ihrem lyrischen Gesang ein, dessen Melodie sich heterophon zur rebab verhält, indem beide in gewissen Varianten die Basismelodie vortragen. Der später hinzutretende Chor setzt eine mehr oder weniger unabhängige Melodie entgegen. Der rebab-Spieler ist üblicherweise der älteste Musiker und musikalische Lehrer der Truppe.
In den 1990er Jahren sorgten Film und Fernsehen in den Städten und auf den Dörfern für das endgültige Verschwinden der professionellen Geschichtenerzähler. Die musikalisch vielleicht am meisten ausgereifte Erzähltradition wurde von den Geschichtenerzählern (tok selampit) in Kelantan gepflegt. Der tok selampit war häufig ein blinder Mann, der seine Erzählungen (tarikh selampit) auf einer rebab begleitete. Die rebab spielte er unisono zur Gesangsstimme oder zur Wiederholung der gesungenen Melodie. Innerhalb eines geringen Tonumfangs wurde die Melodie reich mit Mikrointervallen und diversen Verzierungen ausgestaltet. Instrumentale Einschübe gliederten den Ablauf der Erzählung und gaben dem Vortragenden eine Verschnaufpause. Der tok selampit ließ mehrere Figuren direkt miteinander reden, sodass die Rezitation den Charakter einer dramatischen Inszenierung bekam. Amin Sweeney (1973) zufolge erhielt der am meisten gefragte tok selampit in Kelantan Anfang der 1970er Jahre lediglich rund zehn Anfragen für nächtliche Auftritte pro Jahr, die außerdem schlecht bezahlt waren.
In Heilungszeremonien soll durch unterschiedliche Rituale Kontakt mit der Geisterwelt aufgenommen werden, um zunächst zu erfahren, ob eine Krankheit organischer oder psychischer Natur ist. Der für die Erkrankung als ursächlich erkannte Geist wird nachfolgend durch einen Ritualexperten ausgetrieben. Bei einer dieser Methoden namens main puteri, die in Kelantan und Terengganu praktiziert wird, ist der Einsatz eines Musikensembles von zentraler Bedeutung. Wenn der Ritualexperte (tok puteri) vom krank machenden Geist besessen ist, gerät er durch seinen Gesang und einen Assistenten (tok minduk), der rebab spielt und ebenfalls singt, in einen Trancezustand und beginnt einen Trancetanz (tarian lupa). Zu einem früheren Ensemble gehörten außer der dreisaitigen Fiedel noch zwei Rahmentrommeln (redap oder rebana riba), eine große, mit der Hand geschlagene Rahmentrommel (rebana) und eine mit zwei Stöckchen geschlagene Messingschüssel (batil). Das heutige Zeremonialensemble in Kelantan besteht aus einer rebab, zwei Fasstrommeln (gendang), zwei Buckelgongs (tetawak), zwei oder mehr in einem quadratischen Holzkasten liegende Buckelgongs (canang), Handzimbeln (kesi) und manchmal eine Kegeloboe (serunai). Die rebab folgt den Gesangsstimmen des tok puteri und des tok minduk, die einen Dialog in einem langsamen Tempo führen, entweder durch ein heterophones Umspielen oder durch ständiges Wiederholen einzelner melodischer Figuren.
Die „zweisaitige Fiedel“ rebab dua tali der Malaiischen Halbinsel ist von einfacherer Bauart als die rebab tiga tali. Ein bis zu 90 Zentimeter langer Saitenträger führt durch einen an den Kanten gerundeten, rechteckigen Korpus, der etwas größer ist als derjenige des dreisaitigen Instruments. Die Saiten verlaufen über den weit oben auf der Decke aufgestellten Steg zu seitlichen Wirbeln nahe am oberen Ende des Stabes. Die rebab dua tali ist heute praktisch verschwunden, ebenso wie das Schattenspiel wayang kulit Melayu, in dessen Begleitensemble sie gespielt wurde.

### Borneo
Die überwiegend im malaysischen Bundesstaat Sarawak auf Borneo lebenden Iban spielen die einsaitige Stachelfiedel merebab und die zweisaitige Stachelfiedel engkerabab. Das wesentlich bekanntere Saiteninstrument in Sarawak ist die bootsförmige Zupflaute sape. Eine museale, ein- oder zweisaitige Stachelfiedel der Dayak ist als enserunai, oder ensuranai oder als garadap in die Literatur eingegangen. Ihr Korpus aus einer Kokoshalbschale ist mit Fischhaut oder Holz bedeckt. Der Hartholzstab ragt ein kurzes Stück über die Unterseite des Korpus hinaus. Die Saiten bestehen aus Schnur oder Kupferdraht. Am Bogen aus einem gekrümmten Pflanzenrohr ist eine 30 Zentimeter lange Rattansehne festgebunden. Der am Boden sitzende Musiker fixiert den Stachel der Fiedel mit gegeneinander gelegten Sohlen zwischen den Zehen und bringt einen klagenden Ton hervor. Curt Sachs (1913) hielt das Instrument für „eine Rückbildung des mit den Arabern nach Indonesien gekommenen Rebâb“.